# Пуерто-Кортес
Пуерто-Кортес (ісп. Puerto Cortés) — місто на півночі Гондурасу, в департаменті Кортес на узбережжі Карибського моря.

## Топонім
Місто отримало свою назву на честь Ернана Кортеса, який 1524 року заснував на тому місці місто «Ла-Натівідад». 1533 року індіанці знищили місто. Пізніше, 1536 року, Педро де Альварадо заснував нове місто, яке отримало назву «Пуерто-Кабаньяс». 1869 року його було перейменовано на Пуерто-Кортес.

## Географія
Місто розташовано на невеликому півострові, що виступає в море та утворює з південного боку природну бухту, відому як Лагуна-де-Альварадо.

## Населення
За даними 2013 року чисельність населення становить 66 441 особу.
Динаміка чисельності населення міста за роками:
| 1974   | 1988   | 2001   | 2013   |
| ------ | ------ | ------ | ------ |
| 25 817 | 31 586 | 43 845 | 66 441 |